# Diplazon anolcus
Diplazon anolcus là một loài tò vò trong họ Ichneumonidae.